# Silvio Fógel
Silvio Fogel (Pérez, 8 de julio de 1949-Puebla de Zaragoza, 26  de marzo de 2016) fue un futbolista argentino que se desempeñaba como delantero. Inició su carrera profesional en Club Atlético Rosario Central, destacándose luego en el fútbol mexicano en clubes como Torreón, Puebla FC,  Cruz Azul y América .

## Biografía
Sobrino del histórico futbolista canalla Alfredo Fógel, tuvo su debut el 17 de agosto de 1969, vistiendo la casaca auriazul ante Gimnasia y Esgrima La Plata, derrota de su equipo 0-1, en cotejo válido por el Reclasificatorio de ese año; el entrenador centralista era Francisco Erauzquin. En las dos temporadas siguientes juega algunos pocos partidos, formando parte del plantel subcampeón del Nacional 1970 y campeón del Nacional 1971. Entre 1972 y 1973 logra mayor participación y consigue convertir 13 goles. Su bautismo en el gol sucedió el 26 de marzo de 1972 en el triunfo 3-0 ante Atlanta. Jugó también 2 encuentros por la Copa Libertadores 1972.

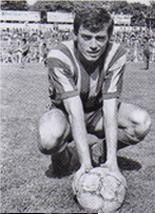
Fógel se inició en Rosario Central.

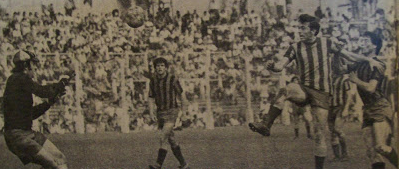
Fógel anotando un gol para Central en 1972.

A mediados de 1973 fichó con el Club de Fútbol Torreón, equipo del norte de México. Con los Diablos Blancos juega una temporada aceptable que lo lleva a firmar con el América; tras un año sin destacarse, pasa a Puebla F.C..En 1975 Puebla vive una mala racha de 11 fechas sin ganar y 25 expulsados en el torneo, lo que amenazó seriamente al cuadro camotero de tener que jugar la "liguilla por el no descenso" pero finalmente eludió ese peligro al quedar en 18.º puesto en la general. Durante la temporada 1976-77 logra anotar 20 goles en 33 partidos pero no consigue clasificar a la liguilla. En las temporadas siguientes se afirma a fuerza de goles como la gran figura del equipo. En 1980 es cedido al Cruz Azul, donde con poca actividad llega a semifinales, perdiendo contra Pumas UNAM. En la temporada 1982-83 Silvio Fógel se despide de las canchas coronando su carrera con un título de campeón con el Puebla, aunque con poca actividad, jugando 10 encuentros y anotando 2 goles para el equipo conducido por Manuel Lapuente.
Con 84 goles es el segundo máximo anotador en la historia del Puebla; también es uno de los diez futbolistas argentinos en superar la marca de 100 goles en la Primera División del fútbol mexicano.

### Actualidad
Silvio Fogel vivió en Puebla donde trabajó dentro de la institución del Puebla FC. Tomó parte en varios homenajes y partidos de veteranos con el club. Fue Gerente General de La Vista Country Club en Puebla y empresario gastronómico.
Murió la madrugada del 27 de marzo de 2016 en su casa de retiro, ubicada en el estado de Puebla, a causa de un infarto; rodeado del ambiente que amaba y la paz que le proporcionaba la filosofía del pensador Osho, de quien era un seguidor y en honor a él destinó un jardín dentro de su propiedad. "Y llovieron flores", su frase favorita.

## Clubes
| Club            | País      | Año             | Goles |
| --------------- | --------- | --------------- | ----- |
| Rosario Central | Argentina | 1969-73         | 13    |
| Torreón FC      | México    | 1973-74         | 12    |
| América         | México    | 1974-75         | 6     |
| Puebla F.C.     | México    | 1975-80/1982-83 | 84    |
| Cruz Azul       | México    | 1980-81         | 1     |
| Totales         |           |                 | 116   |

## Palmarés
| Título                     | Club                  | País      | Año     |
| -------------------------- | --------------------- | --------- | ------- |
| Primera División           | C. A. Rosario Central | Argentina | N-1971  |
| Primera División de México | Puebla F.C.           | México    | 1982/83 |